# Nova Olinda (Tocantins)
Nova Olinda è un comune del Brasile nello Stato del Tocantins, parte della mesoregione Ocidental do Tocantins e della microregione di Araguaína.